# السمطا قبلي
قرية السمطا قبلى هي إحدى القرى التابعة لمركز دشنا في محافظة قنا في جمهورية مصر العربية. حسب إحصاءات سنة 2006، بلغ إجمالي السكان في السمطا قبلى 14336 نسمة، منهم 7318 رجل و7018 امرأة.